# 林斯利半島
林斯利半島（英語：Linsley Peninsula），是南極洲的半島，位於埃爾斯沃思地，處於瑟斯頓島北部，由美國南極名稱諮詢委員命名，現時由南極條約體系管理。